# Championnat d'Afrique masculin de basket-ball 1993
Navigation
Égypte 1992 Algérie 1995
Le championnat d'Afrique de basket-ball 1993 est la dix-septième édition du championnat d'Afrique des nations. Elle s'est déroulée du 18 au 28 septembre 1993 à Nairobi au Kenya. L'Angola remporte son troisième titre.

## Qualifications
- Match Aller : samedi 24 juillet 1993 a N'djamina .
- Tchad bat  Algérie (67 à 66)
- Match Retour : samedi 07 aout 1993 à 18h00 : - (salle Harcha Hacène , Alger)
- Algérie bat  Tchad (93 à 72) .
- Arbitrage : Hamadi Hadi  Tunisie et Bayr Serigni  Sénégal
- Entraineur :  Algérie Barka Faycal .

NB : L'Algerie est qualifiée pour la phase finale a Nairobi  Kenya .
- Source :
- El-Khabar   Algérie du samedi 24 juillet 1993 page 17 .
- El-Khabar  du samedi 07 aout 1997 page 16 .

## Classement final
| Position | Équipe        | Bilan |
| -------- | ------------- | ----- |
| 1        | Angola        | 5v-1d |
| 2        | Égypte        | 5v-1d |
| 3        | Sénégal       | 4v-1d |
| 4        | Kenya         | 1v-4d |
| 5        | Algérie       | 2v-2d |
| 6        | Côte d'Ivoire | 2v-3d |
| 7        | Mali          | 2v-2d |
| 8        | Tunisie       | 1v-4d |
| 9        | Gabon         | 0v-4d |